# 尼什卡矿泉

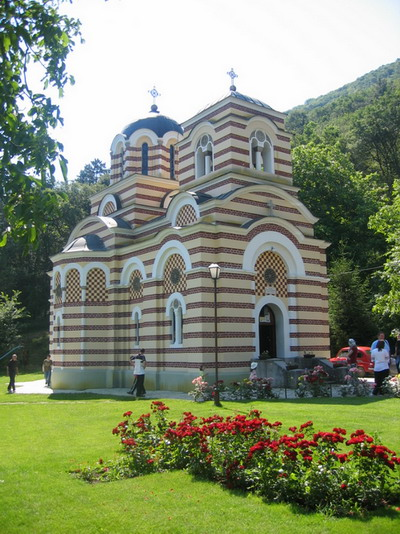

43°17′36″N 22°00′22″E / 43.29333°N 22.00611°E
尼什卡礦泉是塞爾維亞的城鎮，由尼沙瓦州負責管轄，位於該國東南部，距離首府尼什9公里，面積145平方公里，受溫帶大陸性氣候影響，每年平均降雨量589毫米，2011年人口4,180。佩什图里纳位于此地。

## 外部連結
- Official website of the Municipality of Niska Banja （页面存档备份，存于）
- Web portal with accommodation in Niska Banja （页面存档备份，存于）
- Web portal Niska Banja （页面存档备份，存于）